# Ribes paui
Ribes paui är en ripsväxtart som beskrevs av G. Blanca. Ribes paui ingår i släktet ripsar, och familjen ripsväxter. Inga underarter finns listade i Catalogue of Life.